# Григор'єв Петро Петрович
Петро Петрович Григор'єв (1892, місто Кронштадт, тепер Російська Федерація — розстріляний 20 листопада 1937, місто Москва, тепер Російська Федерація) — радянський військовий діяч, комдив. Член ВУЦВК. 

## Життєпис
Народився в родині портового робітника. Після закінчення початкової школи працював різноробом. З 1912 року — ремонтний робітник Миколаївської залізниці.
З 1913 по лютий 1918 року служив у російській імператорській армії, учасник Першої світової війни. Наприкінці війни був унтер-офіцером 1-го Московського лейб-драгунського полку.
Після демобілізації працював у профспілці залізничників у Москві. Член РКП(б) з 1918 року.
З червня 1918 по березень 1919 року — співробітник Всеросійської надзвичайної комісії (ВЧК).
У Червоній армії з березня 1919 року. З квітня 1919 року — півсотник, командир сотні та ескадрону, а з липня 1919 року — помічник командира 1-го кавалерійського Червоного козачого полку РСЧА. Коли у серпні 1919 року 1-й полк Червоного козацтва був розгорнутий до 1-ї Червоної козацької бригади, Григор'єв був призначений командиром 1-го полку бригади. З листопада 1919 року — командир 1-ї кавалерійської бригади дивізії Червоного козацтва. З грудня 1920 року — начальник 8-ї кавалерійської дивізії. Як командир 1-го винищувального загону Київського військового округу в 1921 році брав участь у боях з анархістськими загонами Нестора Махна.
З 1921 року — командир 15-ї Сибірської кавалерійської бригади, командир 1-ї бригади 1-ї Запорізької дивізії та командир 2-ї бригади 2-ї кавалерійської Чернігівської дивізії Червоного козацтва.
У 1922 році закінчив Вищі академічні курси (ВАК) при Військовій академії РСЧА.
З 14 жовтня 1922 (1927?) по травень 1934 рік — командир і військовий комісар 2-ї кавалерійської Чернігівської Червоного Козацтва дивізії імені Німецького пролетаріату 1-го кавалерійського корпусу Червоного козацтва імені ВУЦВК і ЛКСМ України.
У травні 1934 — травні 1935 року — командир і військовий комісар 15-го стрілецького корпусу.
10 травня 1935 — липень 1937 року — командир і військовий комісар 7-го кавалерійського корпусу Київського військового округу.
Обирався делегатом XVII з'їзду ВКП(б) (1934 рік) з дорадчим голосом.
22 липня 1937 року звільнений з Червоної армії. 24 липня 1937 року заарештований органами НКВС. 19 листопада 1937 року Військовою Колегією Верховного Суду СРСР за звинуваченням в участі у військовій змові засуджений до «вищої міри покарання». Розстріляний наступного дня у Москві.
28 квітня 1956 року посмертно реабілітований ухвалою Військової колегії Верховного суду СРСР.

## Звання
- комдив (20.11.1935)

## Нагороди
- два ордени Червоного Прапора (24.03.1920, 12.12.1921)